# Lotta Engberg
Pour les articles homonymes, voir Engberg.
Anna Charlotta Pedersen, dite Lotta Engberg, née le 5 mars 1963 à Överkalix (Norrbotten, Suède), est une pianiste, chanteuse de dansband et pop suédoise.
En 1987, Lotta Engberg remporte le Melodifestivalen (présélections suédoises pour le concours Eurovision de la chanson) après plusieurs tentatives grâce au titre Fyra Bugg & en Coca Cola, renommé pour l'occasion en Boogaloo pour des questions de droits. Elle obtient la douzième place lors du concours international.
Mariée à Anders Engberg, ils se produisent en duo de 1989 à 1994. Elle reprend ensuite sa carrière solo et devient tellement populaire que la poste suédoise émet un timbre à son effigie en 1999.

## Discographie
- Fyra Bugg & en Coca Cola (1987)
- Fyra Bugg & en Coca Cola och andra hits (2003)
- Kvinna & man (Lotta Engberg & Jarl Carlsson, 2005)
- världens bästa lotta (2006)
- Jul hos mig (2009)
- Lotta & Christer (2012, Lotta Engberg & Christer Sjögren)